# Mistrovství světa silničních motocyklů 2022
Mistrovství světa silničních motocyklů 2022 bylo 74. sezonou Mistrovství světa silničních motocyklů F. I. M., běžně označovaného jako MotoGP.
Jeho součástí byly tradičně kategorie Moto3, Moto2 a MotoGP, počtvrté se jel také světový pohár elektromotocyklů MotoE, a to o vybraných závodních víkendech.
První závod se uskutečnil tradičně v Kataru, a to 6. března, sezonu pak zakončila tradičně Velká cena Valencie, která se uskutečnila 6. listopadu. V kalendáři sezony 2022 bylo v plánu rekordních 21 závodních víkendů, ale 25. května 2022 bylo oznámeno zrušení návratu finské GP do kalendáře mistrovství světa, kvůli pokračujícím homologačním pracím a geopolitické situaci v regionu v souvislosti s pokračujícím válečným konfliktem.. I tak byla ale sezona 2022 s 20 závody do tohoto roku nejdelší v historii MotoGP.
Tím, že první závod sezony připadl již na 6. března, se začátek sezony stal nejčasnějším od roku 1964, kdy se Velká cena Spojených států amerických na okruhu Daytona Speedway uskutečnila již 2. února.

## Kalendář Mistrovství světa
| Kalendář Mistrovství světa silničních motocyklů 2022 | Kalendář Mistrovství světa silničních motocyklů 2022 | Kalendář Mistrovství světa silničních motocyklů 2022 | Kalendář Mistrovství světa silničních motocyklů 2022         | Kalendář Mistrovství světa silničních motocyklů 2022 | Kalendář Mistrovství světa silničních motocyklů 2022 | Kalendář Mistrovství světa silničních motocyklů 2022 |
| pořadí                                               | datum                                                | název Grand Prix                                     | okruh                                                        | země                                                 | poznámky                                             | poznámky                                             |
| ---------------------------------------------------- | ---------------------------------------------------- | ---------------------------------------------------- | ------------------------------------------------------------ | ---------------------------------------------------- | ---------------------------------------------------- | ---------------------------------------------------- |
| 1                                                    | 6. března                                            | Grand Prix of Qatar                                  | Losail International Circuit (Doha)                          | Katar                                                | večerní závod                                        | večerní závod                                        |
| 2                                                    | 20. března                                           | Pertamina Grand Prix of Indonesia                    | Pertamina Mandalika Circuit (Mandalika)                      | Indonésie                                            | nový okruh                                           | nový okruh                                           |
| 3                                                    | 3. dubna                                             | Gran Premio Michelin® de la República Argentina      | Autodrómo Termas de Río Hondo (Termas de Río Hondo)          | Argentina                                            |                                                      |                                                      |
| 4                                                    | 10. dubna                                            | Red Bull Grand Prix of the Americas                  | Circuit of The Americas (Austin)                             | Spojené státy americké                               |                                                      |                                                      |
| 5                                                    | 24. dubna                                            | Grande Prémio Tissot de Portugal                     | Autódromo Internacional do Algarve (Portimão)                | Portugalsko                                          |                                                      |                                                      |
| 6                                                    | 1. května                                            | Gran Premio Red Bull de España                       | Circuito de Jerez – Angel Nieto (Jerez de la Frontera)       | Španělsko                                            | MotoE                                                | MotoE                                                |
| 7                                                    | 15. května                                           | SHARK Grand Prix de France                           | Circuit Bugatti (Le Mans)                                    | Francie                                              | MotoE                                                | MotoE                                                |
| 8                                                    | 29. května                                           | Gran Premio d'Italia Oakley                          | Autodromo Internazionale del Mugello (Scarperie e San Piero) | Itálie                                               | MotoE                                                | MotoE                                                |
| 9                                                    | 5. června                                            | Gran Premi Monster Energy de Catalunya               | Circuit de Barcelona-Catalunya (Montmeló)                    | Katalánsko                                           |                                                      |                                                      |
| 10                                                   | 19. června                                           | Liqui Moly Motorrad Grand Prix Deutschland           | Sachsenring (Hohenstein-Ernstthal)                           | Německo                                              |                                                      |                                                      |
| 11                                                   | 26. června                                           | Motul TT Assen                                       | TT Circuit Assen (Assen)                                     | Nizozemsko                                           | MotoE                                                | MotoE                                                |
| 12                                                   | 7. srpna                                             | Monster Energy British Grand Prix                    | Silverstone Circuit (Silverstone)                            | Spojené království                                   |                                                      |                                                      |
| 13                                                   | 21. srpna                                            | CryptoDATA Motorrad Grand Prix von Österreich        | Red Bull Ring (Spielberg)                                    | Rakousko                                             | MotoE                                                | MotoE                                                |
| 14                                                   | 4. září                                              | Gran Premio di San Marino e della Riviera di Rimini  | Misano World Circuit Marco Simoncelli (Misano Adriatico)     | San Marino                                           | MotoE                                                | MotoE                                                |
| 15                                                   | 18. září                                             | Gran Premio Animoca Brands de Aragón                 | MotorLand Aragón (Alcañiz)                                   | Aragonie                                             |                                                      |                                                      |
| 16                                                   | 25. září                                             | Motul Grand Prix of Japan                            | Twin Ring Motegi (Motegi)                                    | Japonsko                                             |                                                      |                                                      |
| 17                                                   | 2. října                                             | OR Thailand Grand Prix                               | Chang International Circuit (Buriram)                        | Thajsko                                              |                                                      |                                                      |
| 18                                                   | 16. října                                            | Animoca Brands Australian Motorcycle Grand Prix      | Phillip Island (Ventnor)                                     | Austrálie                                            |                                                      |                                                      |
| 19                                                   | 23. října                                            | PETRONAS Grand Prix of Malaysia                      | Sepang International Circuit (Sepang)                        | Malajsie                                             |                                                      |                                                      |
| 20                                                   | 6. listopadu                                         | Gran Premio Motul de la Comunitat Valenciana         | Circuit Ricardo Tormo (Valencia)                             | Valencie                                             |                                                      |                                                      |
| Zrušené Grand Prix                                   |                                                      |                                                      |                                                              |                                                      |                                                      |                                                      |
| ×                                                    | 10. července                                         | Grand Prix of Finland                                | KymiRing (Iitti)                                             | Finsko                                               | GP zrušena                                           | GP zrušena                                           |

## Jezdci a týmy

### Legenda
| Legenda                 | Legenda       |
| ----------------------- | ------------- |
| regulérní jezdec        |               |
| mistr světa 2021        |               |
| mistr světa 2022        |               |
| náhradní jezdec         |               |
| jezdec na divokou kartu |               |
| T                       | tovární tým   |
| S                       | satelitní tým |

### Týmy a jezdci MotoGP
| Konstruktér | tým       | tým                          | tým | motocykl         | jezdci | jezdci             | jezdci                | účast v závodech | počet         | počet              | počet     |
| Konstruktér | tým       | tým                          | tým | motocykl         | jezdci | jezdci             | jezdci                | účast v závodech | pole position | pódiových umístění | vítězství |
| ----------- | --------- | ---------------------------- | --- | ---------------- | ------ | ------------------ | --------------------- | ---------------- | ------------- | ------------------ | --------- |
| Aprilia     | Itálie    | Aprilia Racing               | T   | RS-GP            | 12     | Španělsko          | Maverick Viñales      | 1–20             |               | 3                  |           |
| Aprilia     | Itálie    | Aprilia Racing               | T   | RS-GP            | 41     | Španělsko          | Aleix Espargaró       | 1–20             | 2             | 6                  | 1         |
| Aprilia     | Itálie    | Aprilia Racing               | T   | RS-GP            | 32     | Itálie             | Lorenzo Savadori      | 5–6, 8, 11, 13   |               |                    |           |
| Ducati      | Itálie    | Ducati Lenovo Team           | T   | Desmosedici GP22 | 43     | Austrálie          | Jack Miller           | 1–20             | 1             | 7                  | 1         |
| Ducati      | Itálie    | Ducati Lenovo Team           | T   | Desmosedici GP22 | 63     | Itálie             | Francesco Bagnaia     | 1–20             | 5             | 10                 | 7         |
| Ducati      | Itálie    | Aruba.it Racing              | T   | Desmosedici GP22 | 51     | Itálie             | Michele Pirro         | 8–9, 14          |               |                    |           |
| Ducati      | Itálie    | Gresini Racing MotoGP        | S   | Desmosedici GP21 | 23     | Itálie             | Enea Bastianini       | 1–20             | 1             | 6                  | 4         |
| Ducati      | Itálie    | Gresini Racing MotoGP        | S   | Desmosedici GP21 | 49     | Itálie             | Fabio Di Giannantonio | 1–20             | 1             |                    |           |
| Ducati      | Itálie    | Mooney VR46 Racing Team      | S   | Desmosedici GP22 | 10     | Itálie             | Luca Marini           | 1–20             |               |                    |           |
| Ducati      | Itálie    | Mooney VR46 Racing Team      | S   | Desmosedici GP21 | 72     | Itálie             | Marco Bezzecchi       | 1–20             | 1             | 1                  |           |
| Ducati      | Itálie    | Pramac Racing                | S   | Desmosedici GP22 | 5      | Francie            | Johann Zarco          | 1–20             | 2             | 4                  |           |
| Ducati      | Itálie    | Pramac Racing                | S   | Desmosedici GP22 | 89     | Španělsko          | Jorge Martín          | 1–20             | 5             | 4                  |           |
| Honda       | Indonésie | LCR Honda Idemitsu           | S   | RC213V           | 30     | Japonsko           | Takaaki Nakagami      | 1–16, 20         |               |                    |           |
| Honda       | Indonésie | LCR Honda Idemitsu           | S   | RC213V           | 45     | Japonsko           | Tetsuta Nagashima     | 17–19            |               |                    |           |
| Honda       | Indonésie | LCR Honda Castrol            | S   | RC213V           | 73     | Španělsko          | Álex Márquez          | 1–20             |               |                    |           |
| Honda       | Japonsko  | Repsol Honda Team            | T   | RC213V           | 44     | Španělsko          | Pol Espargaró         | 1–20             |               | 1                  |           |
| Honda       | Japonsko  | Repsol Honda Team            | T   | RC213V           | 93     | Španělsko          | Marc Márquez          | 1, 4–8, 15–20    | 1             | 1                  |           |
| Honda       | Japonsko  | Repsol Honda Team            | T   | RC213V           | 6      | Německo            | Stefan Bradl          | 3, 9–14          |               |                    |           |
| Honda       | Japonsko  | Team HRC                     | T   | RC213V           | 6      | Německo            | Stefan Bradl          | 6                |               |                    |           |
| Honda       | Japonsko  | HRC Team                     | T   | RC213V           | 45     | Japonsko           | Tetsuta Nagashima     | 16               |               |                    |           |
| KTM         | Rakousko  | Red Bull KTM Factory Racing  | T   | RC16             | 33     | Jižní Afrika       | Brad Binder           | 1–20             |               | 3                  |           |
| KTM         | Rakousko  | Red Bull KTM Factory Racing  | T   | RC16             | 88     | Portugalsko        | Miguel Oliveira       | 1–20             |               | 2                  | 2         |
| KTM         | Francie   | Tech3 KTM Factory Racing     | S   | RC16             | 25     | Španělsko          | Raúl Fernández        | 1–4, 7–20        |               |                    |           |
| KTM         | Francie   | Tech3 KTM Factory Racing     | S   | RC16             | 87     | Španělsko          | Remy Gardner          | 1–20             |               |                    |           |
| Suzuki      | Japonsko  | Team Suzuki Ecstar           | T   | GSX-RR           | 36     | Španělsko          | Joan Mir              | 1–13, 18–20      |               |                    |           |
| Suzuki      | Japonsko  | Team Suzuki Ecstar           | T   | GSX-RR           | 42     | Španělsko          | Álex Rins             | 1–9, 11–20       |               | 4                  | 2         |
| Suzuki      | Japonsko  | Team Suzuki Ecstar           | T   | GSX-RR           | 92     | Japonsko           | Kazuki Watanabe       | 14               |               |                    |           |
| Suzuki      | Japonsko  | Team Suzuki Ecstar           | T   | GSX-RR           | 85     | Japonsko           | Takuya Tsuda          | 16               |               |                    |           |
| Suzuki      | Japonsko  | Team Suzuki Ecstar           | T   | GSX-RR           | 9      | Itálie             | Danilo Petrucci       | 17               |               |                    |           |
| Yamaha      | Japonsko  | Monster Energy Yamaha MotoGP | T   | YZR-M1           | 20     | Francie            | Fabio Quartararo      | 1–20             | 1             | 8                  | 3         |
| Yamaha      | Japonsko  | Monster Energy Yamaha MotoGP | T   | YZR-M1           | 21     | Itálie             | Franco Morbidelli     | 1–20             |               |                    |           |
| Yamaha      | Malajsie  | WithU Yamaha RNF MotoGP Team | S   | YZR-M1           | 04     | Itálie             | Andrea Dovizioso      | 1–14             |               |                    |           |
| Yamaha      | Malajsie  | WithU Yamaha RNF MotoGP Team | S   | YZR-M1           | 40     | Jižní Afrika       | Darryn Binder         | 1–20             |               |                    |           |
| Yamaha      | Malajsie  | WithU Yamaha RNF MotoGP Team | S   | YZR-M1           | 35     | Spojené království | Cal Crutchlow         | 15–20            |               |                    |           |

## České zastoupení
Jediným zástupcem České republiky je v rámci 74. sezony Mistrovství světa silničních motocyklů Filip Salač. Oproti roku 2021 ale bude startovat ve střední kubatuře Moto2, když přestoupil z kategorie Moto3 k týmu Gresini Racing Moto2, ve kterém je mu týmovým kolegou Alessandro Zaccone.

## Tabulky vítězů
| Legenda k tabulkám vítězů         |
| --------------------------------- |
| vítězství                         |
| 2. místo                          |
| 3. místo                          |
| bodované umístění (4.–15. místo)  |
| nebodované umístění (16. a horší) |
| neklasifikován (NC)               |
| nedokončil (DNF)                  |
| odstoupil (Ret.)                  |
| nestartoval (DNS)                 |
| diskvalifikován (DSQ)             |

### Moto3
Seznam jezdců na pódiových umístěních v kategorii Moto3 Archivováno 21. 8. 2020 na Wayback Machine.
| Grand Prix | Grand Prix             | vítězství          | vítězství     | 2. místo  | 2. místo       | 3. místo  | 3. místo       |
| ---------- | ---------------------- | ------------------ | ------------- | --------- | -------------- | --------- | -------------- |
| 1          | Katar                  | Itálie             | Andrea Migno  | Španělsko | Sergio García  | Japonsko  | Kaito Toba     |
| 2          | Indonésie              | Itálie             | Dennis Foggia | Španělsko | Izan Guevara   | Španělsko | Carlos Tatay   |
| 3          | Argentina              | Španělsko          | Sergio García | Itálie    | Dennis Foggia  | Japonsko  | Ayumu Sasaki   |
| 4          | Spojené státy americké | Morava             | Jaume Masià   | Itálie    | Dennis Foggia  | Itálie    | Andrea Migno   |
| 5          | Portugalsko            | Španělsko          | Sergio García | Španělsko | Jaume Masià    | Japonsko  | Ayumu Sasaki   |
| 6          | Španělsko              | Španělsko          | Izan Guevara  | Španělsko | Sergio García  | Španělsko | Jaume Masià    |
| 7          | Francie                | Španělsko          | Jaume Masià   | Japonsko  | Ayumu Sasaki   | Španělsko | Izan Guevara   |
| 8          | Itálie                 | Španělsko          | Sergio García | Španělsko | Izan Guevara   | Japonsko  | Tatsuki Suzuki |
| 9          | Katalánsko             | Španělsko          | Izan Guevara  | Španělsko | David Muñoz    | Japonsko  | Tatsuki Suzuki |
| 10         | Německo                | Španělsko          | Izan Guevara  | Itálie    | Dennis Foggia  | Španělsko | Sergio García  |
| 11         | Nizozemsko             | Japonsko           | Ayumu Sasaki  | Španělsko | Izan Guevara   | Španělsko | Sergio García  |
| 12         | Spojené království     | Itálie             | Dennis Foggia | Španělsko | Jaume Masià    | Turecko   | Deniz Öncü     |
| 13         | Rakousko               | Japonsko           | Ayumu Sasaki  | Japonsko  | Tatsuki Suzuki | Španělsko | David Muñoz    |
| 14         | San Marino             | Itálie             | Dennis Foggia | Španělsko | Jaume Masià    | Španělsko | Izan Guevara   |
| 15         | Aragonie               | Španělsko          | Izan Guevara  | Japonsko  | Ayumu Sasaki   | Španělsko | Daniel Holgado |
| 16         | Japonsko               | Španělsko          | Izan Guevara  | Itálie    | Dennis Foggia  | Japonsko  | Ayumu Sasaki   |
| 17         | Thajsko                | Itálie             | Dennis Foggia | Japonsko  | Ayumu Sasaki   | Itálie    | Riccardo Rossi |
| 18         | Austrálie              | Španělsko          | Izan Guevara  | Turecko   | Deniz Öncü     | Španělsko | Sergio García  |
| 19         | Malajsie               | Spojené království | John McPhee   | Japonsko  | Ayumu Sasaki   | Španělsko | Sergio García  |
| 20         | Valencie               | Španělsko          | Izan Guevara  | Turecko   | Deniz Öncü     | Španělsko | Sergio García  |
| Grand Prix | Grand Prix             | vítězství          | vítězství     | 2. místo  | 2. místo       | 3. místo  | 3. místo       |

### Moto2
Seznam jezdců na pódiových umístěních v kategorii Moto2 Archivováno 21. 8. 2020 na Wayback Machine.
| Grand Prix | Grand Prix             | vítězství              | vítězství         | 2. místo               | 2. místo          | 3. místo           | 3. místo          | Filip Salač |
| ---------- | ---------------------- | ---------------------- | ----------------- | ---------------------- | ----------------- | ------------------ | ----------------- | ----------- |
| 1          | Katar                  | Itálie                 | Celestino Vietti  | Španělsko              | Arón Canet        | Spojené království | Sam Lowes         | DNF         |
| 2          | Indonésie              | Thajsko                | Somkiat Chantra   | Itálie                 | Celestino Vietti  | Španělsko          | Arón Canet        | 21. místo   |
| 3          | Argentina              | Itálie                 | Celestino Vietti  | Thajsko                | Somkiat Chantra   | Japonsko           | Ai Ogura          | DNF         |
| 4          | Spojené státy americké | Itálie                 | Tony Arbolino     | Japonsko               | Ai Ogura          | Spojené království | Jake Dixon        | 14. místo   |
| 5          | Portugalsko            | Spojené státy americké | Joe Roberts       | Itálie                 | Celestino Vietti  | Španělsko          | Jorge Navarro     | 14. místo   |
| 6          | Španělsko              | Japonsko               | Ai Ogura          | Španělsko              | Arón Canet        | Itálie             | Tony Arbolino     | 21. místo   |
| 7          | Francie                | Španělsko              | Augusto Fernández | Španělsko              | Arón Canet        | Thajsko            | Somkiat Chantra   | 15. místo   |
| 8          | Itálie                 | Španělsko              | Pedro Acosta      | Spojené státy americké | Joe Roberts       | Japonsko           | Ai Ogura          | 13. místo   |
| 9          | Katalánsko             | Itálie                 | Celestino Vietti  | Španělsko              | Arón Canet        | Španělsko          | Augusto Fernández | DNF         |
| 10         | Německo                | Španělsko              | Augusto Fernández | Španělsko              | Pedro Acosta      | Spojené království | Sam Lowes         | DNF         |
| 11         | Nizozemsko             | Španělsko              | Augusto Fernández | Japonsko               | Ai Ogura          | Spojené království | Jake Dixon        | 10. místo   |
| 12         | Spojené království     | Španělsko              | Augusto Fernández | Španělsko              | Alonso López      | Spojené království | Jake Dixon        | 9. místo    |
| 13         | Rakousko               | Japonsko               | Ai Ogura          | Thajsko                | Somkiat Chantra   | Spojené království | Jake Dixon        | DNF         |
| 14         | San Marino             | Španělsko              | Alonso López      | Španělsko              | Arón Canet        | Španělsko          | Augusto Fernández | DNF         |
| 15         | Aragonie               | Španělsko              | Pedro Acosta      | Španělsko              | Arón Canet        | Španělsko          | Augusto Fernández | 17. místo   |
| 16         | Japonsko               | Japonsko               | Ai Ogura          | Španělsko              | Augusto Fernández | Španělsko          | Alonso López      | 10. místo   |
| 17         | Thajsko                | Itálie                 | Tony Arbolino     | Česko                  | Filip Salač       | Španělsko          | Arón Canet        | 2. místo    |
| 18         | Austrálie              | Španělsko              | Alonso López      | Španělsko              | Pedro Acosta      | Spojené království | Jake Dixon        | DNF         |
| 19         | Malajsie               | Itálie                 | Tony Arbolino     | Španělsko              | Alonso López      | Spojené království | Jake Dixon        | 11. místo   |
| 20         | Valencie               | Španělsko              | Pedro Acosta      | Španělsko              | Augusto Fernández | Itálie             | Tony Arbolino     | 13. místo   |
| Grand Prix | Grand Prix             | vítězství              | vítězství         | 2. místo               | 2. místo          | 3. místo           | 3. místo          | Filip Salač |

### MotoGP
Seznam jezdců na pódiových umístěních v kategorii MotoGP Archivováno 21. 8. 2020 na Wayback Machine.
| Grand Prix | Grand Prix             | vítězství   | vítězství         | 2. místo     | 2. místo          | 3. místo  | 3. místo          |
| ---------- | ---------------------- | ----------- | ----------------- | ------------ | ----------------- | --------- | ----------------- |
| 1          | Katar                  | Itálie      | Enea Bastianini   | Jižní Afrika | Brad Binder       | Španělsko | Pol Espargaró     |
| 2          | Indonésie              | Portugalsko | Miguel Oliveira   | Francie      | Fabio Quartararo  | Francie   | Johann Zarco      |
| 3          | Argentina              | Španělsko   | Aleix Espargaró   | Španělsko    | Jorge Martín      | Španělsko | Álex Rins         |
| 4          | Spojené státy americké | Itálie      | Enea Bastianini   | Španělsko    | Álex Rins         | Austrálie | Jack Miller       |
| 5          | Portugalsko            | Francie     | Fabio Quartararo  | Francie      | Johann Zarco      | Španělsko | Aleix Espargaró   |
| 6          | Španělsko              | Itálie      | Francesco Bagnaia | Francie      | Fabio Quartararo  | Španělsko | Aleix Espargaró   |
| 7          | Francie                | Itálie      | Enea Bastianini   | Austrálie    | Jack Miller       | Španělsko | Aleix Espargaró   |
| 8          | Itálie                 | Itálie      | Francesco Bagnaia | Francie      | Fabio Quartararo  | Španělsko | Aleix Espargaró   |
| 9          | Katalánsko             | Francie     | Fabio Quartararo  | Španělsko    | Jorge Martín      | Francie   | Johann Zarco      |
| 10         | Německo                | Francie     | Fabio Quartararo  | Francie      | Johann Zarco      | Austrálie | Jack Miller       |
| 11         | Nizozemsko             | Itálie      | Francesco Bagnaia | Itálie       | Marco Bezzecchi   | Španělsko | Maverick Viñales  |
| 12         | Spojené království     | Itálie      | Francesco Bagnaia | Španělsko    | Maverick Viñales  | Austrálie | Jack Miller       |
| 13         | Rakousko               | Itálie      | Francesco Bagnaia | Francie      | Fabio Quartararo  | Austrálie | Jack Miller       |
| 14         | San Marino             | Itálie      | Francesco Bagnaia | Itálie       | Enea Bastianini   | Španělsko | Maverick Viñales  |
| 15         | Aragonie               | Itálie      | Enea Bastianini   | Itálie       | Francesco Bagnaia | Španělsko | Aleix Espargaró   |
| 16         | Japonsko               | Austrálie   | Jack Miller       | Jižní Afrika | Brad Binder       | Španělsko | Jorge Martín      |
| 17         | Thajsko                | Portugalsko | Miguel Oliveira   | Austrálie    | Jack Miller       | Itálie    | Francesco Bagnaia |
| 18         | Austrálie              | Španělsko   | Álex Rins         | Španělsko    | Marc Márquez      | Itálie    | Francesco Bagnaia |
| 19         | Malajsie               | Itálie      | Francesco Bagnaia | Itálie       | Enea Bastianini   | Francie   | Fabio Quartararo  |
| 20         | Valencie               | Španělsko   | Álex Rins         | Jižní Afrika | Brad Binder       | Španělsko | Jorge Martín      |
| Grand Prix | Grand Prix             | vítězství   | vítězství         | 2. místo     | 2. místo          | 3. místo  | 3. místo          |

### MotoE
Seznam jezdců na pódiových umístěních v kategorii světového poháru elektromotocyklů Archivováno 21. 8. 2020 na Wayback Machine.
| Grand Prix | Grand Prix | Grand Prix | vítězství | vítězství          | 2. místo  | 2. místo           | 3. místo  | 3. místo           |
| ---------- | ---------- | ---------- | --------- | ------------------ | --------- | ------------------ | --------- | ------------------ |
| 6          | Španělsko  | R1         | Brazílie  | Eric Granado       | Švýcarsko | Dominique Aegerter | Itálie    | Matteo Ferrari     |
| 6          | Španělsko  | R2         | Brazílie  | Eric Granado       | Španělsko | Miquel Pons        | Itálie    | Mattia Casadei     |
| 7          | Francie    | R1         | Itálie    | Mattia Casadei     | Švýcarsko | Dominique Aegerter | Japonsko  | Hikari Okubo       |
| 7          | Francie    | R2         | Švýcarsko | Dominique Aegerter | Itálie    | Mattia Casadei     | Itálie    | Niccolò Canepa     |
| 8          | Itálie     | R1         | Švýcarsko | Dominique Aegerter | Itálie    | Matteo Ferrari     | Brazílie  | Eric Granado       |
| 8          | Itálie     | R2         | Itálie    | Matteo Ferrari     | Švýcarsko | Dominique Aegerter | Španělsko | Miquel Pons        |
| 11         | Nizozemsko | R1         | Švýcarsko | Dominique Aegerter | Brazílie  | Eric Granado       | Itálie    | Mattia Casadei     |
| 11         | Nizozemsko | R2         | Brazílie  | Eric Granado       | Švýcarsko | Dominique Aegerter | Itálie    | Mattia Casadei     |
| 13         | Rakousko   | R1         | Brazílie  | Eric Granado       | Švýcarsko | Dominique Aegerter | Španělsko | Miquel Pons        |
| 13         | Rakousko   | R2         | Brazílie  | Eric Granado       | Španělsko | Miquel Pons        | Švýcarsko | Dominique Aegerter |
| 14         | San Marino | R1         | Itálie    | Mattia Casadei     | Švýcarsko | Dominique Aegerter | Itálie    | Matteo Ferrari     |
| 14         | San Marino | R2         | Itálie    | Matteo Ferrari     | Itálie    | Mattia Casadei     | Brazílie  | Eric Granado       |
| Grand Prix | Grand Prix | Grand Prix | vítězství | vítězství          | 2. místo  | 2. místo           | 3. místo  | 3. místo           |

## Bodovací systém Mistrovství světa
První až patnáctý jezdec konečného pořadí každého závodu obdrží body, jejichž součet je primárním kritériem pro určení celkového pořadí šampionátu. Jezdec, který má na konci sezony nejvíce bodů, získá titul mistra světa silničních motocyklů příslušné kategorie. Nastane-li shoda bodů, rozhoduje vyšší počet lepších umístění v sezoně. Archivováno 1. 3. 2021 na Wayback Machine.
| umístění  | body |
| --------- | ---- |
| vítězství | 25   |
| 2. místo  | 20   |
| 3. místo  | 16   |
| 4. místo  | 13   |
| 5. místo  | 11   |
| 6. místo  | 10   |
| 7. místo  | 9    |
| 8. místo  | 8    |
| 9. místo  | 7    |
| 10. místo | 6    |
| 11. místo | 5    |
| 12. místo | 4    |
| 13. místo | 3    |
| 14. místo | 2    |
| 15. místo | 1    |

## Mistři světa 2022
Tabulky s předními třemi jezdci každé z kubatur podle počtu získaných bodů na konci sezony.

#### Výsledky kubatury Moto3
| Moto3               | nár.      | jméno         | body | body |
| ------------------- | --------- | ------------- | ---- | ---- |
| mistr světa         | Španělsko | Izan Guevara  | 319  | 319  |
| vicemistr světa     | Španělsko | Sergio García | 257  | –62  |
| II. vicemistr světa | Itálie    | Dennis Foggia | 246  | –73  |

#### Výsledky kubatury Moto2
| Moto2               | nár.      | jméno             | body  | body  |
| ------------------- | --------- | ----------------- | ----- | ----- |
| mistr světa         | Španělsko | Augusto Fernández | 271,5 | 271,5 |
| vicemistr světa     | Japonsko  | Ai Ogura          | 242   | –29,5 |
| II. vicemistr světa | Itálie    | Celestino Vietti  | 200   | –71,5 |

#### Výsledky kubatury MotoGP
| MotoGP              | nár.    | jméno             | body | body |
| ------------------- | ------- | ----------------- | ---- | ---- |
| mistr světa         | Itálie  | Francesco Bagnaia | 265  | 265  |
| vicemistr světa     | Francie | Fabio Quartararo  | 248  | –17  |
| II. vicemistr světa | Itálie  | Enea Bastianini   | 219  | –46  |

#### Výsledky Světového poháru elektromotocyklů MotoE
| MotoE    | nár.      | jméno              | body  | body  |
| -------- | --------- | ------------------ | ----- | ----- |
| 1. místo | Švýcarsko | Dominique Aegerter | 227   | 227   |
| 2. místo | Brazílie  | Eric Granado       | 192,5 | –34,5 |
| 3. místo | Itálie    | Matteo Ferrari     | 162,5 | –64,5 |

## Zajímavosti sezony 2022
- Do kalendáře se vrací po 25 letech Velká cena Indonésie, která se pojede na novém okruhu Mandalika International Street Circuit. Naposled se v této zemi závodilo v roce 1997, a to na okruhu Sentul International Circuit. Po 40 letech se do kalendáře měla vrátit také GP Finska, která se měla konat na novém okruhu KymiRing, kde se dle původních plánů mělo závodit již v letech 2020 a 2021, oba ročníky byly ale kvůli pandemii koronaviru zrušeny, zrušení toho letošního bylo uveřejněno 25. května z důvodu pokračujících homologačních prací a kvůli geopolitické situaci související s pokračující válkou na Ukrajině. Naposled se ve Finsku závodilo v roce 1982 na okruhu v Imatře.
- Enea Bastianini (Gresini Racing MotoGP / Ducati) se stal v GP Kataru prvním vítězem v týmu Gresini MotoGP od Estorilu 2006, kdy tehdy o 0,002 sekundy před druhým Valentinem Rossim zvítězil ve Velké ceně Portugalska na motocyklu Honda Španěl Toni Elías. Čekání na další vítězství tohoto týmu se tak protáhlo na 5621 dní. Zároveň se díky tomuto vítězství stala Nadia Padovani první majitelkou týmu ženského pohlaví, která si kdy připsala vítězství, a to poté, co tým převzala po svém manželu, Faustu Gresinim, který zemřel po onemocnění Covidem-19 23. února 2021.
- Somkiat Chantra se vítězstvím ve Velké ceně Indonésie kategorie Moto2 stal historicky nejúspěšnějším thajským motocyklovým závodníkem, když tímto úspěchem překonal Ratthaparka Wilairota, který v závodě Moto2 v rámci Dutch TT 2010 skončil těsně pod stupni vítězů na 4. místě.
- Aleix Espargaró se ve věku 32 let a 247 dní stal poprvé vítězem závodu na úrovni mistrovství světa, a to ve svém 200. závodě v MotoGP a 283. napříč všemi kategoriemi (125 ccm, 250 ccm, Moto2, MotoGP). Díky tomuto vítězství se poprvé v životě rovněž dostal do čela průběžné klasifikace, když po 3 závodech vedl tabulku mistrovství světa se 45 body. Zároveň poprvé od GP Katalánska 2015 stanul na pole position. Oba tyto úspěchy znamenaly rovněž premiéru pro značku Aprilia, neboť od svého návratu do královské kubatury v roce 2012 tento stroj nikdy nestál na čele startovního roštu, ani nevyhrál závod.
- Po třech závodech MotoGP se na pódiu vystřídalo 9 různých jezdců.
- Joe Roberts se vítězstvím v GP Portugalska v kategorii Moto2 stal prvním Američanem, který vyhrál závod ve střední třídě mistrovství světa, od roku 1990. Tehdy se to podařilo Johnu Kocinskému při závěrečném závodě sezony na australském okruhu Phillip Island.
- Jako 33. závodník historie byl v rámci sobotního programu při GP Španělska uveden do motocyklové síně slávy 5násobný mistr světa, Španěl Jorge Lorenzo (2× 250 ccm, 3× MotoGP).
- V rámci GP Itálie, Katalánska a San Marina bude na startovním roštu hned 9 strojů Ducati, kdy k 8 stálým jezdcům přibude ještě tovární stroj týmu Aruba.it Racing, který bude vodit na divokou kartu jedoucí testovací jezdec Ducati, Ital Michele Pirro.
- V rámci italské GP bylo před sobotním kvalifikačním programem ze seznamu čísel MotoGP slavnostně vyňato číslo 46, které po 26 sezon vozil na své kapotě 9násobný mistr světa Valentino Rossi (1× 125 ccm, 1× 250 ccm, 1× 500 ccm, 6× MotoGP). V historii byla v královské kategorii vyřazena čísla 34 (Kevin Schwantz), 58 (Marco Simoncelli) 65 (Loris Capirossi), 69 (Nicky Hayden) a 74 (Daijiro Kato).
- Při GP Itálie kategorie Moto2 se po 2leté pauze do sedla motocyklu na úrovni mistrovství světa vrátil Ital Mattia Pasini. Na divokou kartu v týmu Aspar Team se do závodu kvalifikoval 5. místem a závod dokončil na 15. místě.
- Při Velké ceně Itálie poprvé od GP Kataru v roce 2008 stanuli v kvalifikaci MotoGP na 1. a 2. místě dva nováčci: Do závodu startoval z pole position Ital Fabio Di Giannantonio (Ducati) a z 2. místa Ital Marco Bezzecchi (Ducati). V roce 2008 byli nováčkovskou dvojicí Španěl Jorge Lorenzo na pole position (Yamaha) a Brit James Toseland (Yamaha) na 2. místě.
- V průběhu pátečního dne v rámci italské GP byl jako 34. v historii do motocyklové síně slávy uveden Ital Max Biaggi. Během své kariéry získal 4× titul mistra světa kategorie do 250 ccm (1994–1997) a 2× titul mistra světa superbiků WorldSBK (2010, 2012). Mimo to získal v královské kubatuře 500 ccm / MotoGP 3× titul vicemistra světa (1998, 2001 a 2002) a 3× obsadil v celkovém pořadí 3. místo (2000, 2003, 2004).
- Úřadující mistr světa Moto3, Španěl Pedro Acosta (Red Bull KTM Ajo), se vítězstvím v GP Itálie Moto2 stal nejmladším jezdcem, který zvítězil ve střední kategorii mistrovství světa (250 ccm / Moto2), když se mu toto podařilo ve věku 18 let a 4 dní. Dosud držel tento primát 8násobný mistr světa Márc Márquez, když svůj první závod Moto2 ve francouzském Le Mans (2011) vyhrál v 18 letech a 57 dnech.
- V rámci italského závodu královské kategorie MotoGP zaznamenal Španěl Jorge Martín novou nejrychlejší maximální rychlost, jakou kdy jezdec MotoGP jel: 363,6 km/h.
- V rámci sobotního programu při GP Itálie oznámil 8násobný mistr světa, Španěl Marc Márquez, že po italské Velké ceně přeruší sezonu a odebere se do Spojených států k v pořadí již celkem čtvrté operaci pravé ruky, jíž si zlomil v rámci GP Španělska 2020. Zda ještě do probíhající sezony 2022 ještě zasáhne, není jisté.
- Při GP Katalánska, teprve při svém druhém startu v Moto3 na úrovni mistrovství světa, dokončil David Muñoz na 2. místě.
- Aleix Espargaró po průjezdu do posledního kola GP Katalánska zvolnil, když začal předčasně oslavovat svoje druhé místo v závodě. Ve chvíli, kdy zjistil, že do konce závodu ještě zbývá poslední kolo, vrátil se do závodního tempa a nakonec dokončil na pátém místě. Obdobná chyba se na témže okruhu přihodila v roce 2009 v závodě do 125 ccm Španělovi Julianu Simonovi, který ztratil 1. místo a skončil následně těsně čtvrtý.
- Filip Salač musel v průběhu závodu Moto2 při GP Německa odstoupit ze závodu kvůli problémům se zády.
- Fabio Quartararo svým triumfem v GP Německa získal své první vítězství na okruhu, na kterém se jezdí proti směru hodinových ručiček. Zároveň poprvé od roku 2010 zvítězil na tomto okruhu jezdec jiného týmu, než týmu Repsol Honda, jejíž jediný jezdec v tomto ročníku německé GP dokončil až za body na posledním 16. místě.
- Johann Zarco je jezdcem s nejvyšším počtem pódiových umístění v MotoGP, aniž by vyhrál závod (15, z toho 10× 2. místo a 5× 3. místo). Překonal dosavadního rekordmana Colina Edwardse (12, z toho 5× 2. místo, 7× 3. místo).[nedostupný zdroj]
- Francesco Bagnaia se vítězstvím v GP Nizozemska stal prvním vítězem pro značku Ducati na tomto okruhu od r. 2008, kdy zde zvítězil Casey Stoner.
- Marco Bezzecchi získal v GP Nizozemska své první podium v královské kubatuře, když dokončil 2., čímž připsal první pódiový výsledek i pro tým Valentina Rossiho v MotoGP.
- Aleix Espargaró poté, co pod jeho kola v GP Nizozemska upadl Francouz Fabio Quartararo, se dokázal ve stíhací jízdě z 15. místa probojovat až na čtvrté, když v posledním kole v závěrečné šikaně Geerta Timmera předjel Brada Bindera i Jacka Millera.
- Maverick Viñales získal v GP Nizozemska své první pódium na značce Aprilia.
- V rámci GP na okruhu v Silverstonu nezvítězil od roku 2013 tentýž jezdec dvakrát a v posledních 10 letech má tak trať 8 různých vítězů (přičemž v r. 2018 se nezávodilo pro déšť a v r. 2020 pro koronavirovou pandemii).
- Brazilský závodník Diogo Moreira získal v rámci britské GP svou první pole position v životě a zároveň se stal prvním Brazilcem od Alexe Barrose (GP Portugalska 2005), který získal pole position do závodu Grand Prix.
- Italský motocyklový závodník Andrea Dovizioso oznámil před startem britské GP, že po závodě v rámci GP San Marina na okruhu Marca Simoncelliho v Misanu ukončí kariéru profesionálního závodníka MotoGP. Dovizioso se v průběhu své kariéry stihl stát 1× mistrem světa (125 ccm, 2004), pětinásobným vicemistrem světa (2006–2007 ve třídě do 250 ccm, 2017–2019 ve třídě MotoGP) a 2× skončil v celkovém hodnocení třetí (2005 ve třídě do 250 ccm a 2011 ve třídě MotoGP). Celkem stanul 103× na pódiovém umístění, z toho 24× v závodech GP zvítězil. Ve zbytku sezony jej nahradí testovací jezdec Yamahy Cal Crutchlow.
- Španělský motocyklový závodník a mistr světa Moto3 za rok 2022, Izan Guevarra, zvítězil ve všech čtyřech závodech na domácí půdě.
- Švýcarský jezdec Dominique Aegerter zvítězil v celkovém pořadí kategorie MotoE a zároveň se stal mistrem světa kategorie WorldSSP.
- Filip Salač se v rámci GP Thajska dosáhl na největší úspěch kariéry v kategorii Moto2, kdy získal v předčasně ukončeném závodě 2. místo. Proto že byl závod kvůli povětrnostním podmínkám předčasně ukončen byly uděleny pouze poloviční body.
- Po GP San Marina ukončil svou kariéru předčasně italský jezdec Andrea Dovizioso. Po zbytek sezony jej nahradil britský testovací jezdec Yamahy Cal Crutchlow. V únoru 2023 byl následně Andrea Dovozioso uveden do síně slávy MotoGP.